# Jody Sandhaus
Jody Sandhaus (* 29. April 1951 in Houston, Texas; † 17. Juli 2012 in New York City) war eine US-amerikanische Jazzsängerin.
Sandhaus wuchs in New York auf und studierte klassisches Klavierspiel. Nach ihrem High-School-Abschluss zog sie nach Cleveland, wo sie die Sieben Freie Künste an der Case Western Reserve University studierte. Nach dem Abschluss ihres Studiums lebte sie eine Zeitlang in St. Maarten in der Karibik, wo sie sich mit vokalem Jazz und dem traditionellen Pop vor der Rockära beschäftigte. In den 1980er Jahren kehrte sie nach New York City zurück, hatte Unterricht bei Marie Traficante und trat in der dortigen Jazzszene auf.
Sandhaus arbeitete mit dem Jazzpianisten Pete Malinverni, den sie schließlich heiratete. 1997 legte sie ihr Debütalbum Winter Moon auf dem Label Saranac vor, an dem auch Rufus Reid mitwirkte. 2000 folgte I Think of You (Consolidated Artists Productions), bei dem sie u. a. von dem Bassisten Michael Moore begleitet wurde. Zwei weitere Alben folgten. Sie starb im Juli 2012 an den Folgen einer Krebserkrankung.